# Riek Machar
Riek Machar Teny Dhurgon, född 1953 i Leer i delstaten Unity (i dåvarande Anglo-egyptiska Sudan), är en sydsudanesisk politiker. 
Han var Sydsudans vicepresident från landets självständighet den 9 juli 2011 till den 23 juli 2013 då han sparkades, anklagad för att ha förberett ett kuppförsök mot president Salva Kiir Mayardit, och efterträddes av James Wani Igga.